# Carex buxbaumii
Espèce
Classification phylogénétique
La Laîche de Buxbaum (Carex buxbaumii) est une espèce de plantes du genre Carex et de la famille des Cyperaceae.
Elle est originaire d'une grande partie du nord de l'hémisphère Nord, de l'Alaska au Groenland jusqu'en Eurasie et y compris la plus grande partie du Canada et des États-Unis.
Elle pousse dans des habitats humides, comme les marais et les tourbières.
Ce carex pousse en touffes partant de longs rhizomes. Les tiges font de 75 à 100 centimètres de hauteur maximale. Les feuilles sont étroites et petites. L'inflorescence a une bractée qui est parfois plus longue que l'épi de fleurs. Les fruits ont des bractées de couleur foncée et un sac appelé perigynium qui est gris-vert et rugueux dans sa texture.
Elle est protégée sur tout le territoire français.

## Galerie

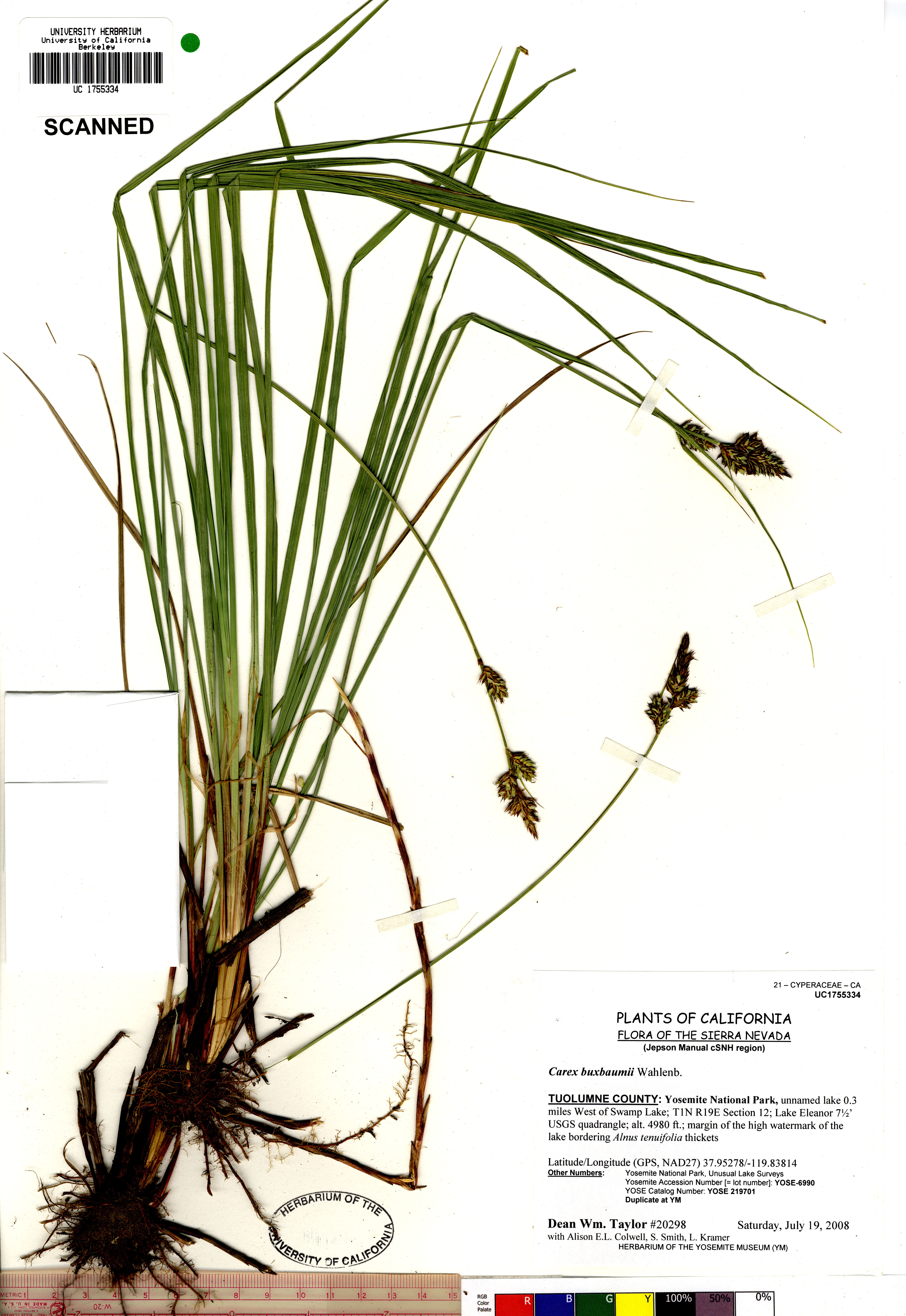